# Claire Gérard
Claire Elisa Julienne Gérard (* 12. März 1889 in Saint-Gilles, Belgien; † 24. März 1971 in Paris) war eine belgische Theater- und Filmschauspielerin.

## Leben
Claire Gérard gehörte zunächst zum Ensemble des in Brüssel gelegenen Théâtre du Marais. Danach ließ sie sich in Paris nieder, wo sie fortan als Darstellerin sowohl auf der Bühne als auch vor der Filmkamera stand. Sie trat unter anderem in Stücken von Jean Cocteau und Albert Husson auf und war zudem in Radiosendungen zu hören. 1932 war sie in ihrem ersten Film zu sehen. Aufgrund ihrer rundlichen Figur wurde sie zumeist in komischen Nebenrollen als Hausdienerin oder Gouvernante besetzt. Mehrfach spielte sie unter der Regie von Jean Renoir, wie in Bestie Mensch (La Bête humaine, 1938) neben Jean Gabin und in Weiße Margeriten (Elena et les Hommes, 1956) an der Seite von Ingrid Bergman und Jean Marais. Sie betätigte sich zudem als Synchronsprecherin und kam regelmäßig beim französischen Hörfunk zum Einsatz. 1958 drehte sie ihren letzten Film. Anschließend wirkte sie fast ausschließlich als Synchronsprecherin, ehe sie 1971 im Alter von 83 Jahren in Paris verstarb.

## Filmografie (Auswahl)
- 1932: Le Mariage de Mlle Beulemans
- 1933: Trois pour cent
- 1934: L’Hôtel du libre échange
- 1934: Jeanne
- 1935: Schuld und Sühne (Crime et châtiment)
- 1935: Sylvie (Die schönen Tage) (Les Beaux jours)
- 1936: Das Verbrechen des Herrn Lange (Le Crime de Monsieur Lange)
- 1936: Das Leben gehört uns (La Vie est à nous)
- 1936: Zünftige Bande (La Belle équipe)
- 1936: Vater sein – dagegen sehr (Le Mioche)
- 1937: Der Schuldige bin ich (Le Coupable)
- 1937: La Citadelle du silence
- 1938: Das Leben ist kein Roman (La Maison du Maltais)
- 1938: Die Straße der Liebe (Remontons les Champs-Élysées)
- 1938: Drei Walzer (Les Trois valses)
- 1938: Bestie Mensch (La Bête humaine)
- 1939: Die Spielregel (La Règle du jeu)
- 1940: Serenade (Sérénade)
- 1942: Eine Frau verschwindet (Une femme disparait)
- 1947: Gewagtes Spiel (Les Gosses mènent l’enquête)
- 1948: SOS – 11 Uhr nachts (La Dame d’onze heures)
- 1949: Rote Signale (Le Signal rouge)
- 1951: Fünf Mädchen und ein Mann (A Tale of Five Cities)
- 1951: Einmal nur leuchtet die Liebe (Les Miracles n’ont lieu qu’une fois)
- 1952: Die sieben Sünden (Les Sept péchés capitaux)
- 1952: Geschichte einer Seele (Procès au Vatican)
- 1952: Das Mädchen mit der Peitsche (La Fille au fouet)
- 1952: Auf den Straßen von Paris (La Fête à Henriette)
- 1955: Papa, Mama, meine Frau und ich (Papa, maman, ma femme et moi…)
- 1956: Weiße Margeriten (Elena et les Hommes)
- 1957: Straße des Glücks (The Happy Road)
- 1958: Der Zauberdrachen (Cerf-volant du bout du monde)